# Argonath
Argonath (sin. Kamienie królów) – budowla ze stworzonej przez J.R.R. Tolkiena mitologii Śródziemia. Pojawia się w Drużynie Pierścienia, pierwszej części  Władcy Pierścieni. Pewne informacje na jej temat można też znaleźć w Dodatkach do powieści.
- W angielskim oryginale – Argonath, Pillars of the Kings, Gate of Kings
- Przekład Marii Skibniewskiej – Argonath, kolumny królów, wrota królewskie, Królewska Brama
- Przekład Jerzego Łozińskiego – Argonat, Królewskie Kolumny, Brama Królewska
- Przekład Marii i Cezarego Frąców – Argonath, Kolumny Królów, Bramy Królewskie

Były to dwa potężne posągi Isildura i Anáriona wyrzeźbione w skałach po obu stronach Anduiny, u wylotu wąwozu, który był wejściem na jezioro Nen Hithoel. Powstały po 1248 roku Trzeciej Ery, z rozkazu Rómendacila II. Posągi te oznaczały północną granicę Gondoru. Przetrwały bez większych zniszczeń do Czwartej Ery. Ich fundamenty były zanurzone w nurcie Anduiny. Posągi były zwrócone ku północy. Ich lewe ręce były wzniesione, natomiast prawymi trzymały topory.
Drużyna Pierścienia, w czasie podróży łodziami Anduiną, przepłynęła przez Argonath 25 lutego 3019 roku Trzeciej Ery.
W ekranizacji Władcy Pierścieni reżyserii Petera Jacksona posągi Argonath pojawiają się w filmie Drużyna Pierścienia. Ich wygląd odpowiada literackiemu pierwowzorowi z drobnym wyjątkiem – jeden posąg wyrzeźbiony jest z mieczem, a nie toporem.